# Tony, the Greaser (film 1914)
Tony, the Greaser è un cortometraggio muto del 1914 diretto da Rollin S. Sturgeon.

## Produzione
Il film fu prodotto dalla Vitagraph Company of America.

## Distribuzione
Distribuito dalla General Film Company, il film - un cortometraggio in una bobina - uscì nelle sale cinematografiche statunitensi il 30 aprile 1914.